# Puya penduliflora
Puya penduliflora är en gräsväxtart som beskrevs av Lyman Bradford Smith. Puya penduliflora ingår i släktet Puya och familjen Bromeliaceae. Inga underarter finns listade i Catalogue of Life.